# Zeal & Ardor (album)
Zeal & Ardor è il terzo album in studio del gruppo musicale svizzero Zeal & Ardor, pubblicato l'11 febbraio 2022 dalla MVKA.

## Descrizione
Il disco risulta tra i più sperimentali realizzati da Manuel Gagneux, spaziando verso una moltitudine di generi. Sono infatti presenti elementi black, death, industrial e nu metal, oltre a brani caratterizzati da sezioni ispirate al gospel, all'hip hop, al metalcore e all'elettropop.
Tra i brani vi è anche Hold Your Head Low, già eseguito dal vivo a partire dal 2017 (una versione è presente nell'album dal vivo Live in London del 2019).

## Promozione
Il 25 maggio 2021 è stato pubblicato il singolo Run, scelto da Gagneux in quanto presenta «elementi familiari» legati alle produzioni precedenti, oltre a fornire una base sul futuro materiale atto a comporre l'album; il 10 giugno seguente è stata la volta del relativo video musicale, diretto da Garrick Lauterbach e ambientato in un ospedale psichiatrico. Come secondo singolo è stato estratto Erase, presentato il 23 luglio.
Il 1º settembre Gagneux ha annunciato l'uscita dell'album per l'11 febbraio 2022 e contemporaneamente ha lanciato il terzo singolo Bow, da lui descritto come una traccia che «toglie temi musicali consolidati e li colloca in uno sfondo completamente diverso. È un amalgama di cose che conferiscono sfortuna e ti chiedono di unirti a esso». Il quarto singolo estratto dal disco è stato Götterdämmerung, uscito il 15 ottobre e rivelatosi il più pesante tra i singoli distribuiti fino a quel momento. L'ultimo singolo pubblicato nel 2021 è stato Golden Liar, diffuso il 1º dicembre e ritenuto da Gagneux «uno dei brani di cui vado più fiero»; come per Run, anche questo ha ricevuto un video musicale, reso disponibile una settimana più tardi sul canale YouTube del gruppo.
Durante l'autunno 2021 i Zeal & Ardor hanno intrapreso una tournée negli Stati Uniti d'America in qualità di artisti d'apertura agli Opeth e ai Mastodon, tenendo una serie di quindici date tra il 16 novembre e il 5 dicembre.
Il sesto singolo Church Burns è stato pubblicato digitalmente il 21 gennaio 2022, a distanza di tre settimane dall'uscita di Zeal & Ardor. L'8 marzo dello stesso anno il gruppo ha presentato un video per la terza traccia Death to the Holy, diretto da Jen Ries e che rappresenta secondo Gagneux una «breve e ronzante riflessione sulla domanda "Cosa accadrebbe se ottenessimo la prova dell'inesistenza di Dio?" [...] si adatta perfettamente all'urgenza e all'implacabilità del brano».
Il 2022 ha inoltre visto il gruppo intraprendere un'estesa tournée mondiale di 48 date che ha inizialmente avuto luogo nell'America settentrionale tra settembre e ottobre e in seguito anche in Europa tra il 6 novembre e il 15 dicembre.

## Tracce
Testi e musiche di Manuel Gagneux.
- Solve

1. Zeal & Ardor – 1:58
2. Run – 3:16
3. Death to the Holy – 3:07
4. Emersion – 3:34
5. Golden Liar – 3:43
6. Erase – 4:01
7. Bow – 2:13

- Coagula

1. Feed the Machine – 2:39
2. I Caught You – 4:07
3. Church Burns – 3:03
4. Götterdämmerung – 3:03
5. Hold Your Head Low – 4:43
6. J-M-B – 1:54
7. A-H-I-L – 2:36

## Formazione
- Manuel Gagneux – voce, strumentazione, produzione, registrazione
- Marc Obrist – registrazione
- Marco von Allmen – batteria
- Will Putney – missaggio, mastering

## Classifiche
| Classifica (2022)          | Posizione massima |
| -------------------------- | ----------------- |
| Belgio (Vallonia)          | 171               |
| Germania                   | 27                |
| Regno Unito (rock & metal) | 3                 |
| Svizzera                   | 5                 |